# Campsurus cuyuniensis
Campsurus cuyuniensis is een haft uit de familie Polymitarcyidae. De wetenschappelijke naam van de soort is voor het eerst geldig gepubliceerd in 1947 door Traver.
De soort komt voor in het Neotropisch gebied.